# Haliclona phlox
Haliclona phlox är en svampdjursart som först beskrevs av de Laubenfels 1954.  Haliclona phlox ingår i släktet Haliclona och familjen Chalinidae. Inga underarter finns listade i Catalogue of Life.